# Lacedonia
Lacedonia es uno de los 119 municipios o comunas ("comune" en italiano) de la provincia de Avellino, en la región de Campania. Con cerca de 2.979 habitantes, según el censo de 2005, se extiende por una área de 81 km², teniendo una densidad de población de 36,52 hab/km². Linda con los municipios de Aquilonia, Bisaccia, Melfi, Monteverde, Rocchetta Sant'Antonio, Sant'Agata di Puglia), y Scampitella.

## Demografía
| Gráfica de evolución demográfica de Lacedonia entre 1861 y 2001 |
|                                                                 |
| Fuente ISTAT - elaboración gráfica de Wikipedia                 |

## Enlaces
Lacedonia es accesible mediante enlace a la autopista A16.